# Éric Eydoux
Pour les articles homonymes, voir Eydoux.
Éric Eydoux, né le 27 janvier 1940 à Paris et mort à Hérouville-Saint-Clair le 24 mars 2025, est un écrivain et universitaire français, spécialiste des langues, littératures et civilisations nordiques.
Maître de conférences à l'université de Caen, il est aussi essayiste, romancier et traducteur, il exerce également diverses responsabilités dans le domaine culturel.

## Biographie
D’origine franco-norvégienne, Éric Eydoux s'est spécialement consacré au développement des relations universitaires et culturelles franco-nordiques. Après des études secondaires au lycée Henri-IV, il a obtenu une licence et un DES d’allemand, puis un doctorat d’études scandinaves à la faculté des lettres de Paris. Il a enseigné le français dans des établissements secondaires norvégiens, notamment à Kristiansand, avant de commencer (1969) à Strasbourg  une carrière universitaire qu’il a terminée (2004) comme maître de conférences hors classe au département d’études nordiques de l’université de Caen.
De 1976 à 1980, il a été conseiller culturel près l’ambassade de France en Norvège. À son retour en France, il a fondé (1979) la section norvégienne du lycée de Bayeux, puis, en collaboration avec Rolf Tobiassen (no) (1983), l’Office franco-norvégien de l’université de Caen qu’il a dirigé jusqu’en 2004,,.
Après plusieurs manifestations culturelles dont  le « Mois de la Norvège » (1987) organisé à Caen, toujours avec Rolf Tobiassen, et « Les Belles étrangères » (1991) présentées dans plusieurs villes françaises sous l’égide du ministère de la Culture, il fonde en 1992, avec le concours de Lena Christensen, le festival « Les Boréales de Normandie » qu’il a ensuite dirigé jusqu’en 1998 avant d’en confier l’organisation au Centre régional des lettres. Simultanément, il a fondé et dirigé une collection nordique aux Presses universitaires de Caen, et fondé les éditions Le Bois Debout.
De 2001 à 2008, il a été maire adjoint à la culture de la ville de Caen et a notamment créé et dirigé le Salon du livre sous le titre « L’Aventure humaine ».
En 2007, il publie une Histoire de la littérature norvégienne qui fait aujourd'hui autorité dans le domaine, le précédant ouvrage sur ce thème datant de 1952,,.
Depuis 2008, il est membre du conseil d'administration des amis du musée des beaux-arts de Caen. En 2012, il devient codirecteur de publication de la revue Nordiques avant d'être élu vice-président de l'Académie des sciences, arts et belles lettres de Caen (2014-2015) dont il est resté membre honoraire.
Il est le fils d'Henri-Paul Eydoux, écrivain et d'Élisabeth Nissen (1909-2002), journaliste d'origine norvégienne.
Éric Eydoux meurt à Hérouville-Saint-Clair le 24 mars 2025 à l’âge de 85 ans.

## Distinctions
- Officier de l'ordre des Palmes académiques
- Chevalier de l'ordre de Saint-Olaf
- Chevalier de l'ordre des Arts et des Lettres (2025)
- commandeur de l’ordre royal du mérite  norvégien (1997)

## Publications

### Ouvrages et collaborations à des ouvrages collectifs
- La Scandinavie (en collaboration), Paris, Larousse (collection « Mondes et voyages »), 1972
- Le groupe et la revue Mot Dag, Caen, Publications de la Faculté des Lettres, 1973, 218 p.
- Les grandes heures du Danemark, Paris, Librairie académique Perrin, 1975, 430 p.
- Écrivains de Norvège, une anthologie (en collaboration avec Bente Christensen), Thaon, Amiot-Langaney, 1991, 420 p.
- Dictionnaire des auteurs européens (en collaboration), Paris, Hachette Éducation, 1992
- Dragons et drakkars (en collaboration), Caen, Musée de Normandie, 1996
- Patrimoine littéraire européen (en collaboration), Paris-Bruxelles, De Boeck Université, 1991-2001
- Le nouveau dictionnaire des auteurs (en collaboration), Paris, Robert Laffont, 1994
- Le nouveau dictionnaire des œuvres (en collaboration), Paris, Robert Laffont, 1994
- Dictionnaire universel des littératures (en collaboration), Paris, Presses universitaires de France, 1994
- Polars du Nord, une anthologie, Caen, Le Bois Debout, 1997
- Passions boréales (catalogue de l'exposition éponyme), Paris, Presses universitaires de Caen, 2000, 260 p.
- Peintres du Nord en voyage dans l'Ouest (catalogue de l'exposition éponyme, en collaboration avec S. Heidemann et A. Tapié), Caen, Presses universitaires de Caen, 2001, 160 p.
- Histoire de la littérature norvégienne, Caen, Presses universitaires de Caen, 2007[10],[12]
- L'Office franco-norvégien, trente ans de collaboration franco-norvégienne (en collaboration avec R. Tobiassen et O. Blanvillain), Université de Caen, 2013, 160p.,
- Sus au châtelain !, (roman), Caen, Editions Le Vistemboir, 2018, 206 p.
- Le Chemin de la trahison. La Norvège à l'heure de Quisling, Montfort-en-Chalosse, Gaïa Editions, 2018[17],[18],

### Traductions et éditions critiques
- Glob, Peter Vilhelm, Les Hommes des tourbières, Paris, Fayard, 1965
- Rud, Mogens, La Tapisserie de Bayeux, Bayeux, Heimdal, 1976
- Borgen, Johan, Lillelord, Arles, Actes Sud/ Unesco, 1985
- Ulfeldt, Léonore Christine, Souvenirs de misère, Paris, Aubier Montaigne/Unesco, 1985
- Wassmo, Herbjørg, La véranda aveugle (trad. en collaboration avec Elisabeth Eydoux), Arles, Actes Sud, 1987
- Faldbakken, Knut, La séduction, Paris, Presses de la Renaissance, 1988, repris par les éditions Cambourakis, 2009
- Faldbakken, Knut, Le monarque, Paris, Presses de la Renaissance, 1990
- Lie, Sissel, Cœur de lion, Paris, Presses de la Renaissance, 1991
- Faldbakken, Knut, Le Journal d'Adam, Paris, Presses de la Renaissance, 1991
- Askildsen, Kjell, Les dernières notes de Thomas F. et autres nouvelles (trad. en collaboration avec Anne-Charlotte Rouleau), Amiot-Langeney (1992) puis Le Serpent à plumes (1995)[19]
- Lindegren, Hasse Bildt, Le maraudeur, Caen, Presses universitaires de Caen, 1993, repris par Le Serpent à plumes (1995)
- Borgen, Johan, Le Cygne, Arles, Actes Sud, 1994
- Ibsen, Henrik, Les Soutiens de la société, Paris, Le Porte-Glaive, 1994
- Småge, Kim, Sub Rosa, Caen, Presses universitaires de Caen, 1994
- Vesaas, Tarjei, La maison dans les ténèbres (trad. en collaboration avec Élisabeth Eydoux), Paris, Flammarion, 1994
- Wiese, Jan, Elle qui s'est mise nue devant son aimé,  Paris, Flammarion, 1994
- Gunnes, Erik, Les religions en marche, Paris, Point de vue, (collection « Mémoires du monde »), 1995
- Vesaas, Tarjei, Une belle journée (trad. en collaboration avec Elisabeth Eydoux), Nantes, Le Passeur, 1997
- Hobæk Haff, Bergljot, L'œil de la sorcière, Larbey, Gaïa, 1998
- Nilsen, Tove, Gestations, Caen, Le Bois Debout, 1998, repris par Gaïa (2006)
- Duun, Olav, La Réputation (trad. en collaboration avec Elisabeth Eydoux), Paris, Flammarion, 1999
- Kielland, Alexander, Les Lions de Fontainebleau, Caen, Le Bois Debout, 1999
- Hobæk Haff, Bergljot, La Honte, Larbey, Gaïa, 2000
- Bjørnson, Bjørnstjerne, Au-delà des forces (I et II), Paris, Les Belles Lettres, 2010
- Kolloen Stetten, Ingar, Knut Hamsun, rêveur et conquérant, Montfort-en-Chalosse, Gaïa, 2010[20]
- Collett, Camilla, Les Filles du préfet, Carouge-Genève, Éditions ZOE, 2010
- Michelet, Jon, La Femme congelée, Caen, Presses universitaires de Caen, 2011

### Traductions d'articles
- « Cramponnés à notre terre lourde » par Knut Faldbakken, supplément de Libération (32 écrivains sur le terrain) 9 juin 1988
- « Oslo » par Knut Faldbakken, Le Nouvel Observateur numéro spécial Les trente capitales culturelles de l'Europe) n°13, 1992
- « L'irrémédiable histoire » par Arthur Krasilnikoff, Courrier international, automne 1989
- « Les limites musicales d'un choix politique » par Dag Østerberg, Actes de la recherche en sciences sociales, décembre 1995
- « Trois philosophies norvégiens » par Dag Østerberg, Liber, supplément au numéro 118 Actes de la recherche en sciences sociales, juin 1997